# Plácido Domingo
José Plácido Domingo Embil (Madrid, 21. siječnja 1941.), španjolski je operni tenor.
Jedan je od najpoznatijih tenora i najproduktivnijih glazbenika svoga doba. Poznat je po svom jedinstvenom, dramatičnom glasu s rasponom od više od četiri pune oktave. Sa 136 opernih uloga u svom repertoaru, Domingo je pjevao u više uloga nego ijedan drugi tenor u povijesti. Također je slavan zbog svog prirodnog talenta za glumu, te svojega širokog glazbenog znanja. Pored pjevanja, još je i dirigent i intendant Washingtonske narodne opere i Los Angeleske opere.

## Životopis
Plácido Domingo rodio se u Madridu 1941. godine. Glazba i pjevanje pratili su njegov život od samog početka. Roditelji su bili popularni izvođači tradicionalnih narodnih španjolskih napjeva, zarzuela.
Godine 1949. njegova obitelj preselila se je u Meksiko. Već je kao 20-godišnjak nastupio u ulozi Alfreda u Verdijevoj "Traviati", a 1966. godine zamijenio je bolesnog kolegu, opernog pjevača u njujorškoj gradskoj operi. Tim je nastupom osvojio i publiku i kritiku i otvorio vrata svjetske operne pozornice. U samo nekoliko godina proslavio se vrhunskim interpretacijama Verdijevih opera. Kasnije je pjevao Puccinija, Leoncavalla, Bizeta i Masseneta. 
Jedan od njegovih najpoznatijih nastupa je onaj iz 1990. godine kada je s Lucianom Pavarottijem i Joséom Carrerasom održao koncert povodom otvorenja Svjetskog nogometnog prvenstva u Italiji.